# HMS Investigator (1848)
HMS Investigator — английское парусное исследовательское судно XIX века, заложенное как торговое. В 1848—1849 годах находилось в составе экспедиции Росса, направленной на поиски пропавшей экспедиции Франклина. В 1850 году включено в состав экспедиции Мак-Клура, также посланной по следам Франклина. В ходе экспедиции оказалось затёрто льдами. Покинуто экипажем 3 июня 1853 года.
Несколько последующих десятилетий инуиты понемногу разбирали судно ради дерева и металла.
В июле 2010 года обнаружено канадскими исследователями в море Бофорта неподалёку от острова Банкса лежащим на небольшой глубине. Четвёртый по счёту корабль ВМФ Великобритании, носивший это имя.

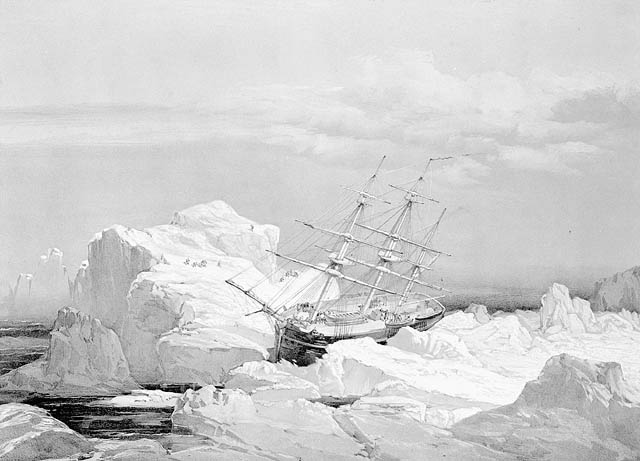
HMS Investigator во льдах близи острова Бэнкса, 20 августа 1851